# 加拉里丁·叶克亚热
加拉里丁·叶克亚热（1907年—1946年）维吾尔族，祖籍新疆伊寧托卡衣乡，生於哈萨克叶尔盖提，中國导演、演员。

## 生平
加拉里丁出生在俄国哈萨克斯坦叶尔盖提，1932年返回中国伊宁。1934年，在伊犁维吾尔文化促进会艺术社任导演兼演员。经加拉里丁导演的剧目有《艾里甫与赛乃姆》、《帕尔哈特与西琳》、《奴孜古姆》、《血迹》等等。加拉里丁是维吾尔族第一代导演。加拉里丁也是很优秀的演员，擅长扮演喜剧人物。1946年，加拉里丁突发疾病，在伊宁逝世。